# Atomic (píseň)
„Atomic“ je skladba americké new wave skupiny Blondie z jejich čtvrtého studiového alba Eat to the Beat (1979). Napsali ji Debbie Harry a Jimmy Destri a produkoval ji Mike Chapman. Byla vydána jako čtvrtý singl z alba.
Píseň vyšla i na jejich výběrovém albu Greatest Hits Deluxe Redux, které je první částí z dvojalba Blondie 4(0) Ever (2014).